# Ашвагхоша
Асвагхоша (деванагари: अश्वघोष; предполож. время жизни — вторая половина I в. н. э. и первая половина ll в. н. э.) — индийский буддийский патриарх, поэт, драматург, инициатор создания буддийской школы Сарвастивада.

## Биография
Родился в Айодхье (современный Ауд) в брахманской семье. Согласно традиции, до обращения в буддизм был шиваитом, но после спора с бхикшу (буддийским монахом) Пуньяяшасом стал его учеником.
Ашвагхоша собрал две сотни буддийских монахов и вместе с ними тридцать лет в Кашмире проектировал философскую систему. Результатом этой деятельности стал корпус текстов Сарвастивады.
Прославился как мыслитель и поэт при дворе кушанского императора Канишки. Сторонники учения Махаяна относят Ашвагхошу к основным авторитетам (патриархам), наряду с Нагарджуной и Арьядэвой.

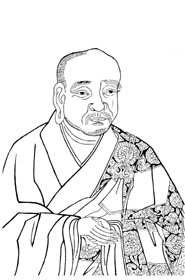

Ашвагоша был двенадцатым патриархом буддизма, согласно общепринятому списку в дзэн и "Сутре об учительской передаче" Дхарма питаки, и восемнадцатым, согласно расширенному списку в "Сутре помоста шестого патриарха чань Хуэйнэна". 

## Творчество
Писал на санскрите. Ему приписывалось множество произведений. Из них подлинными, вероятно, являются лишь три — поэма «Буддхачарита» ("Жизнь Будды"), поэма «Саундарананда» и драма «Шаринутракарана». Поэма «Буддхачарита» («Жизнь Будды») — о жизни Будды, в китайском и тибетском переводах содержит двадцать восемь "песен"  / глав (из санскритского оригинала дошло только 13 с половиной песен). 
В поэме «Саундарананда» («О Нанде и Сундари») повествуется о сводном брате Будды Нанде, тоскующем по своей возлюбленной Сундари, но под воздействием проповедей Будды постепенно осознающем суетность земных желаний, а также излагаются положения философии буддизма.
Сохранились лишь фрагменты драмы «Шарипутракарана» (иначе «Шарипутрапракарана», «Пракарана о Шарипутре»; пракарана — род драмы), являющейся одной из первых санскритских пьес. Она строго следует канонам драматургии, изложенным в «Бхаратиянатьяшастра». В китайском переводе сохранилось собрание легенд в прозе и стихах назидательного характера «Сутраланкара».